# História de Barcelona

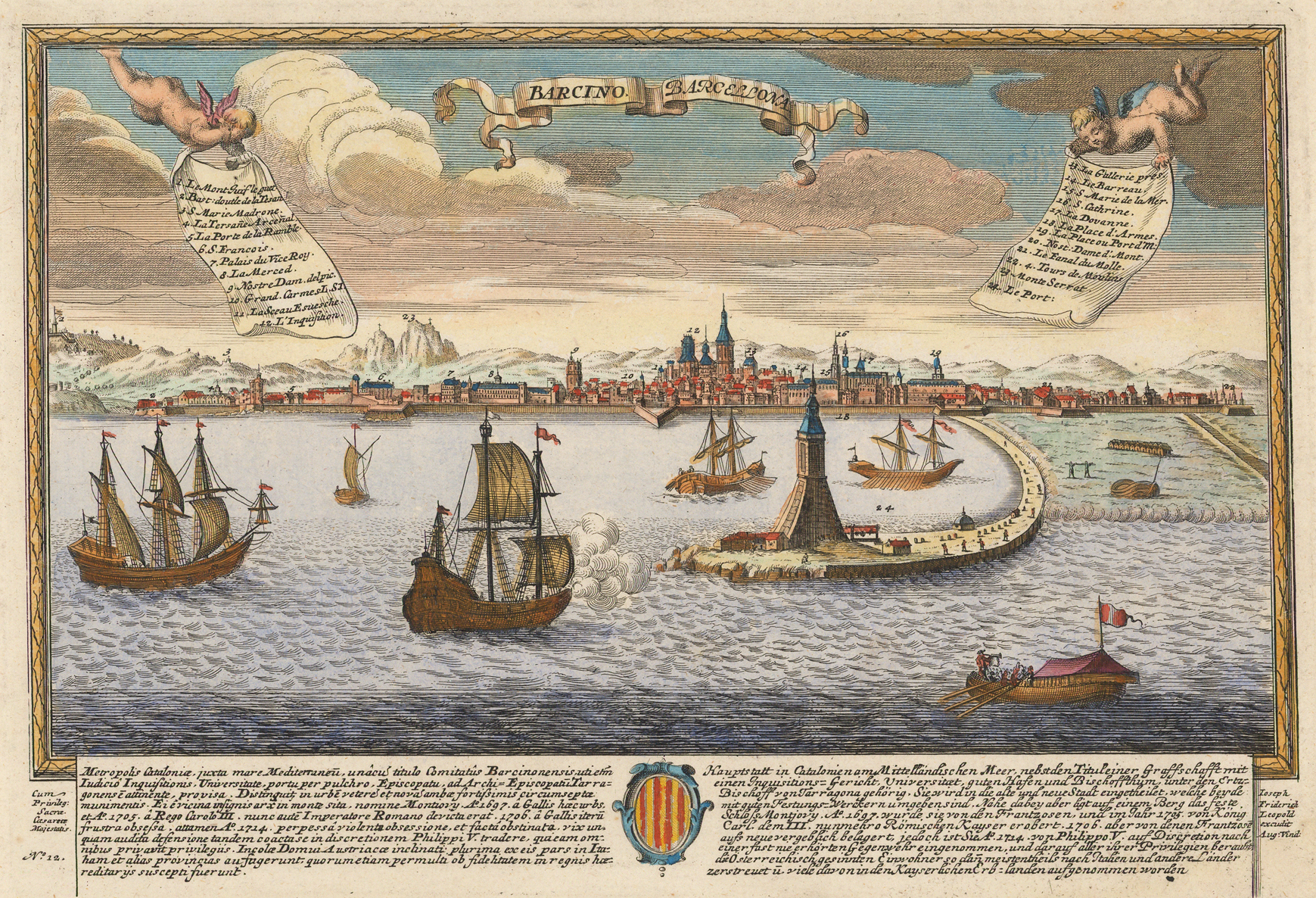
Porto de Barcelona, gravura do século XVIII

A história de Barcelona estende-se ao longo de mais de 4000 anos, desde finais do período neolítico, com os primeiros restos encontrados no território da cidade, até à época actual. A zona de Barcelona foi habitada por povos iberos (laietanos), cartagineses, romanos, judeus, visigodos, muçulmanos e cristãos. Apesar dos vestígios de povoados iberos e cartagineses, o verdadeiro nascimento da cidade produziu-se na época romana. Esse povoado foi evoluindo até se converter num dos principais portos do mar Mediterrâneo ocidental, alcançando na Idade Média a primazia sobre o resto dos condados catalães e convertendo-se na capital do Principado da Catalunha e da Coroa de Aragão. Após a união de Castela e Aragão, e pese ter deixado de ser capital de um estado independente, Barcelona sempre gozou de uma posição de grande relevância no desenvolvimento político, social e económico do estado espanhol. Mais recentemente, acontecimentos como os Jogos Olímpicos de 1992 e o Forum Universal das Culturas colocaram Barcelona como uma cidade mundialmente reconhecida e celebrada, importante foco turístico e cultural, bem como centro financeiro e de congressos de reconhecido prestígio.

## Origens

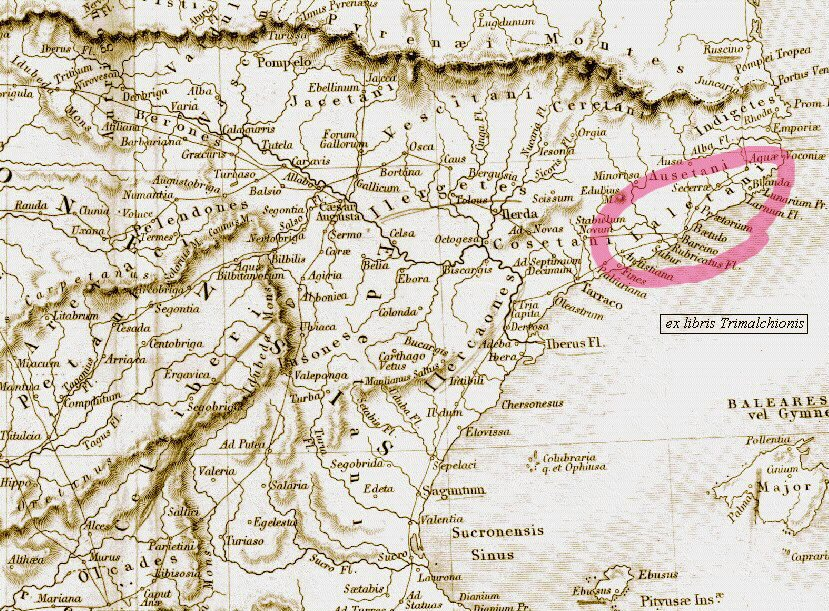
Território dos laietanos.

As origens da cidade de Barcelona são confusas. Antes da conquista romana da Península Ibérica, a zona de Barcelona e territórios próximos conserva restos de finais do Neolítico e princípios do Calcolítico. Posteriormente desenvolveu-se a cultura dos laietanos, um povo ibero. Sabe-se da existência de duas povoações próximas, Barceno, situada sobre o monte Táber (Ciutat Vella) e Laie (ou Laiesken), cuja localização se crê ter sido nas encostas da montanha de Montjuïc (séculos III e II a.C.), com certa actividade comercial. É provável também que tenha havido um pequeno povoado grego, de nome Καλλίπολις (Calípolis, “cidade bela”) embora não seja clara a sua localização. Encontraram-se dois locais de cunhagem de moeda desse período. Entre os séculos III e II a.C. circularam dracmas ao estilo de Ampúrias, com a inscrição ibera Barceno. Laiesken cunhou também moedas que prevaleceram durante o primeiro período romano.
Durante a Segunda Guerra Púnica (218-202 a.C.), Cartago, liderado por Aníbal Barca, ocupou a povoação no decurso da sua marcha até aos Pirenéus, tendo passado o rio Ebro, que era até então o limite do domínio cartaginês. Em muitos casos, esta ocupação (218 a.C.) é assinalada como a data de fundação da cidade.

### Lendas sobre a fundação
Duas lendas principais contam a origem de Barcelona:
A lenda de origem romana atribui a fundação a Hércules (Héracles na versão grega), 400 anos antes da fundação de Roma. Nesta versão, Hércules, depois de completar quarto trabalho, une-se aos argonautas liderados por Jasão em busca do velo de ouro, cruzando o Mediterrâneo em nove navios. Uma tormenta dispersa a frota perto da costa da Catalunha, mas todos os navios conseguem reagrupar-se, excepto um. Jasão encarrega então Hércules da busca pelo nono navio. Encontrou o naufrágio da Barca Nona junto de uma suave colina (Montjuïc). Aos tripulantes agradou-lhes tanto o lugar que com a ajuda de Hércules e Hermes fundaram uma cidade com o nome de Barca Nona, Barcanona. Esta história representa uma variação do mito original em que o velo se encontrava na Cólquida, território situado no Cáucaso e actualmente parte da Geórgia. De acordo com a adaptação mitológica romana de Héracles a Hércules, relocalizou-se esta história mitológica na vertente ocidental do Mediterrâneo.
A lenda de origem cartaginesa outorga a Amílcar Barca, pai de Aníbal, a fundação da cidade, até 230 a.C. com o nome de Barceno, Barcelino ou Nova Barci Nova em relação à sua linhagem da família Barca. Esta etimologia também é referida frequentemente em relação a Aníbal Barca. Outra versão relaciona ambas as lendas através da fundação de Hércules e de uma reconstrução posterior feita por Amílcar.
De qualquer modo, estas origens são baseadas em conjecturas sem bases arqueológicas nem históricas, propostas por crédulos historiadores medievais do século XV como Pere Tomic ou Jeroni Pau. A origem etimológica está bem fundamentada no topónimo laietano e ibérico, e é defendida por linguistas e etimólogos de renome como Joan Coromines.

## Barcelona romana
Entre 218 e o século I a.C. a informação sobre Barcelona é escassa. Quando a República Romana decidiu entrar na Península Ibérica para se contrapor ao poder dos cartagineses, acabou por se tornar uma conquista territorial que duraria até 19 a.C., ano em que Augusto daria por concluído o controlo da Península. O prolongamento desta conquista deveu-se à forte resistência que exibiram os povos do interior e do norte (Guerras Cantábricas). As cidades já dominadas do noroeste peninsular serviram de base para levar a caboesta empresa. Barcino beneficiou discretamente destes feitos sob a superioridade de outras cidades como Tarraco (Tarragona) ou César Augusta (Saragoça).
Durante o controlo de Roma por Augusto (r. 27 a.C. - 14 d.C.), que converteu os seus domínios em império, formalizou-se o nome de Barcino (entre 15 e 10 a.C.), forma reduzida da oficial "Colônia Favência Júlia Augusta Pia Barcino" (Colonia Faventia Iulia Augusta Pia Barcino), ou, por extenso, "Colônia Júlia Augusta Favência Paterna Barcino" (Colonia Iulia Augusta Faventia Paterna Barcino; Inscr. ap. Gruter, p. 426, nos. 5, 6). É com o nome de Barcino que surge no célebre mapa-múndi de Ptolomeu. A menção de Colônia faz referência a uma cidade fundada para distribuir terras entre os soldados romanos retirados do exército, neste caso após as Guerras Cantábricas. Era também conhecida na forma reduzida como Colônia Favência (Plínio, o Velho, iii. 3. s. 4). O geógrafo romano Pompônio Mela (ii. 6) faz referência à povoação – entre outros pequenos povoados da zona – sob a sombra de Tarraco. O papel estratégico de Barcino, ponto de chegada dos grandes eixos do norte (ramal da Via Augusta) e mediterrânico, conferiu à cidade desde muito cedo um activo desenvolvimento  comercial e económico (Avieno, Or. Mar. 520: Et Barcilonum amoena sedes ditium). Desde cedo também desfrutou de isenção de impostos.
Uma parte importante dos restos da Barcelona romana, paleocrista e visigoda podem ser visitados no subsolo arqueológico do Museu de História de Barcelona

### Barcino

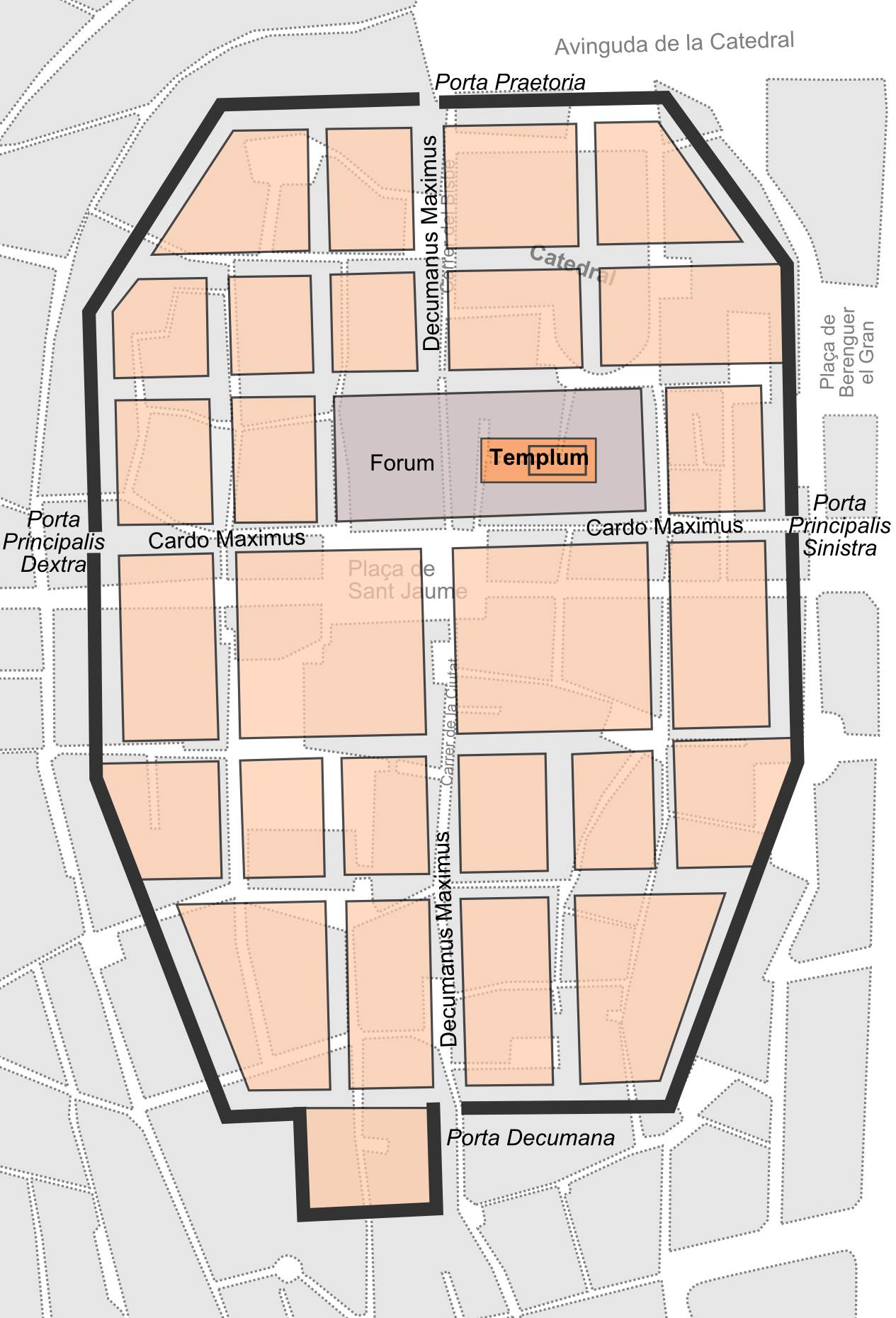
Plano de Barcino sobreposto ao plano do Bairro Gótico do presente

Na refundação de Augusto, Barcino tomou inicialmente a forma urbana de castro (acampamento) e depois de ópido, com os habituais eixos organizadores Cardo Máximo e Decúmano Máximo e um espaço central ou fórum, assente sobre o outeiro denominado Monte Tabro (25 m de altitude), já ocupado pela presença laietana. O conjunto era amuralhado, com um perímetro de 1,5 km e protegia um recinto de 12 ha.
O máximo esplendor da época romana dar-se-ia durante o século II, com uma população que deveria oscilar entre os 3 500 e 5 000 habitantes. Uma personagem de destaque desta época foi Lúcio Minício Natal, que, juntamente com seu pai, mandou construir as termas da cidade. A população ascendia a entre 4000 e 8000 habitantes durante o século III. A principal actividade económica era o cultivo de terras circundantes (especialmente viticultura), que tinha boa fama e se exportava para outras regiões do império como a Gália, a Península Itálica, o Norte de África e a fronteira germânica. Pelo valor dos restos arqueológicos (tamanho do templo, abundância de esculturas, mosaicos e ânforas) determinou-se que os habitantes gozaram de um bom nível de vida. Porém, a cidade não dispunha de teatro, anfiteatro nem circo.
Sistema de governo
O governo da cidade seguia as formas que o império e a província outorgavam às colónias da mesma época, que era um poder bastante autónomo. O município tinha jurisdição sobre a cidade em si (urbs), e a área rural que a rodeava (territorium). As classes sociais, tão arreigadas na Antiga Roma, podiam dividi-se entre cidadãos (cives), aqueles nascidos na cidade ou que tinham obtido a cidadania; domiciliados sem cidadania (incolae), residentes transitórios (hospites) e escravos sem direitos. Cidadãos e domiciliados pagavam impostos municipais, embora só os plenos cidadãos podiam exercer postos de governo. Só a partir de 212, com a aprovação da Constitutio antoniniana de Caracala, os domiciliados e o resto dos homens livres das províncias passaram a poder exercer direitos de cidadania.
A cúria municipal (ordo decuriorum), formada por um centena de membros (curiales), era uma assembleia que tratava todos os aspectos de poder da cidade (políticos, administrativos, judiciais). A cúria renovava-se a cada cinco anos, embora para a poder exercer fosse exigido ser um homem livre e deter património. Dois representantes presidiam à cúria por um ano, e dispunham de poder civil, criminal e mesmo militar. Os edis (ædiles) vigiavam as ruas e instituições públicas. Outros funcionários, elegíveis a cada cinco anos, encarregavam-se do censo, patrimónios, finanças e cultos ordinários (sacerdotes ou pontífices) ou imperiais (sevires augustales), entre outras tarefas.
Muralhas
Como cidade de origem castrense, a fortificação da praça tinha uma muralha. A primeira muralha de Barcino, de fabrico simples, começou a construir-se sob o nome de Colônia no século I a.C.. Tinha poucas torres, e só nos cantos e nas portas do perímetro amuralhado. As primeiras incursões dos francos e alamanos a partir da década de 2509 suscitaram a necessidade de reforço das muralhas. Sob o mandato imperial de Cláudio II, e já em decadência, Barcino inicia a construção de melhores fortificações entre os anos de 270 e 300. A nova muralha foi construída sobre as bases da primeira, e era formada por um muro duplo de dois metros (até 8 metros de altura em alguns trechos), com o espaço intermédio preenchido com pedra e argamassa. O muro constava de 81 torres de cerca de 18 metros de altura, a maioria de base rectangular (dez com base semicircular, situadas nas portadas). As obras de beneficiação foram dos mais importantes feitos executados durante o Baixo Império na Tarraconense, e constituem uma das causas pelas quais Barcino teve relevância e começou a comparar-se com Tarraco.
Fórum
O fórum era a praça central dedicada à vida pública e aos negócios. Situava-se na confluência entre o Cardo Máximo e o Decúmano Máximo]], aproximadamente no centro do recinto amuralhado. No fórum concentravam-se as construções dedicadas aos negócios, a justiça, as termas ou banhos públicos, etc, e era o lugar onde as autoridades se reuniam na Curia e na Basilica. O recinto do fórum não estava claramente delimitado, mas parece que coincidia aproximadamente com a actual praça de Sant Jaume.
Templo

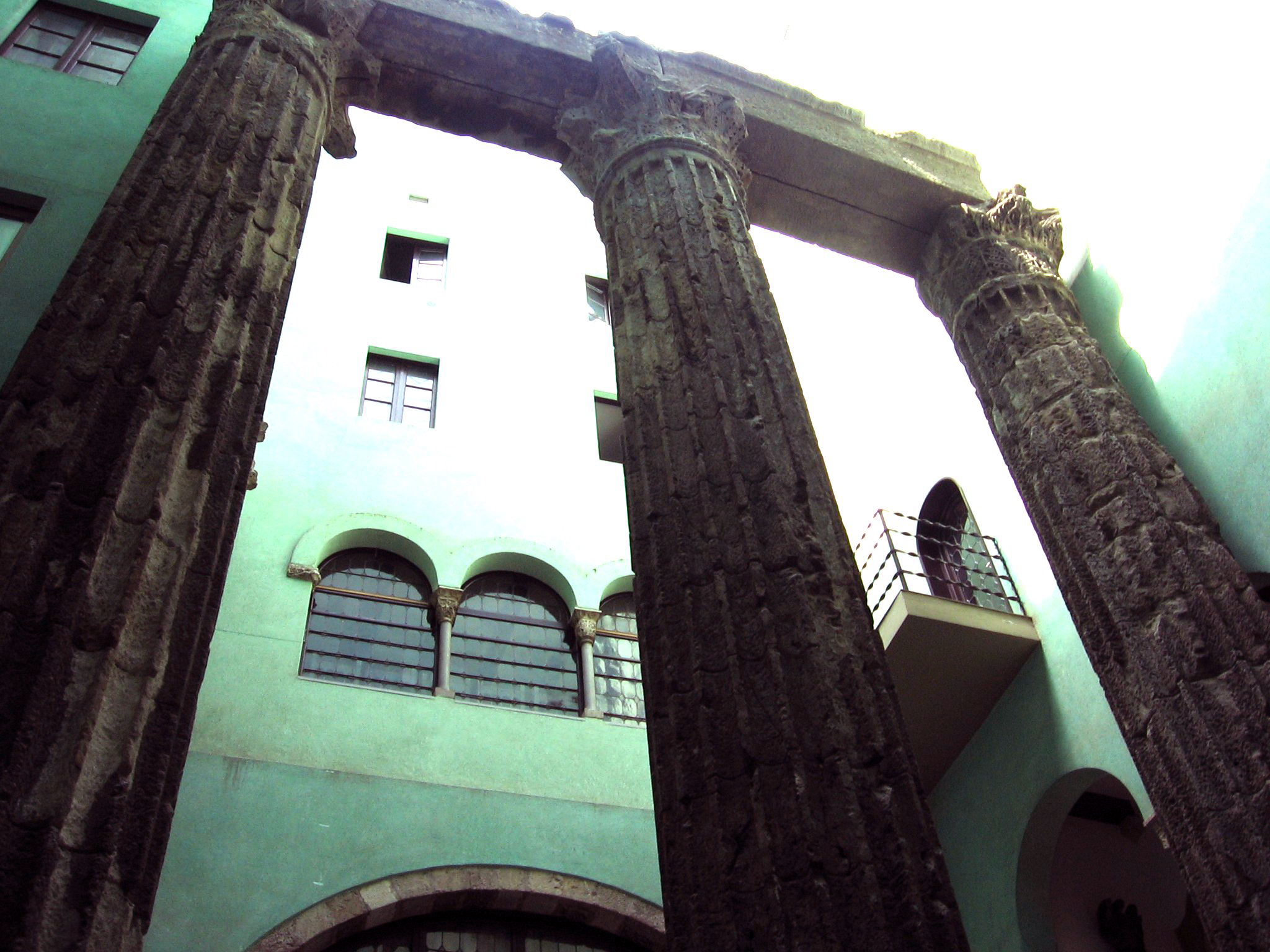
Restos das colunas do Templo de Augusto, ainda hoje erguidas. Museu de História de Barcelona

O templo de Barcino era dedicado a Augusto, primeiro imperador e fundador da Barcino romana. Foi construído poucos anos depois da fundação da cidade, provavelmente em princípios do século I Era um edifício de planta rectangular, sobre pódio, pórtico e períptero, de cerca de 35 metros de comprimento por 17,5 de largura, dimensões consideráveis para a cidade. Entre a colunata de ordem coríntia situava-se a cela, um habitáculo que continha a imagem ou escultura do imperador Augusto, acessível do fórum. As cerimónias não se faziam no interior do templo mas sim no exterior, no mesmo forum, até à fachada principal do templo. Parece que, além do Templo de Augusto, o conjunto era ainda presidido por um ou dois templos menores.
Aquedutos

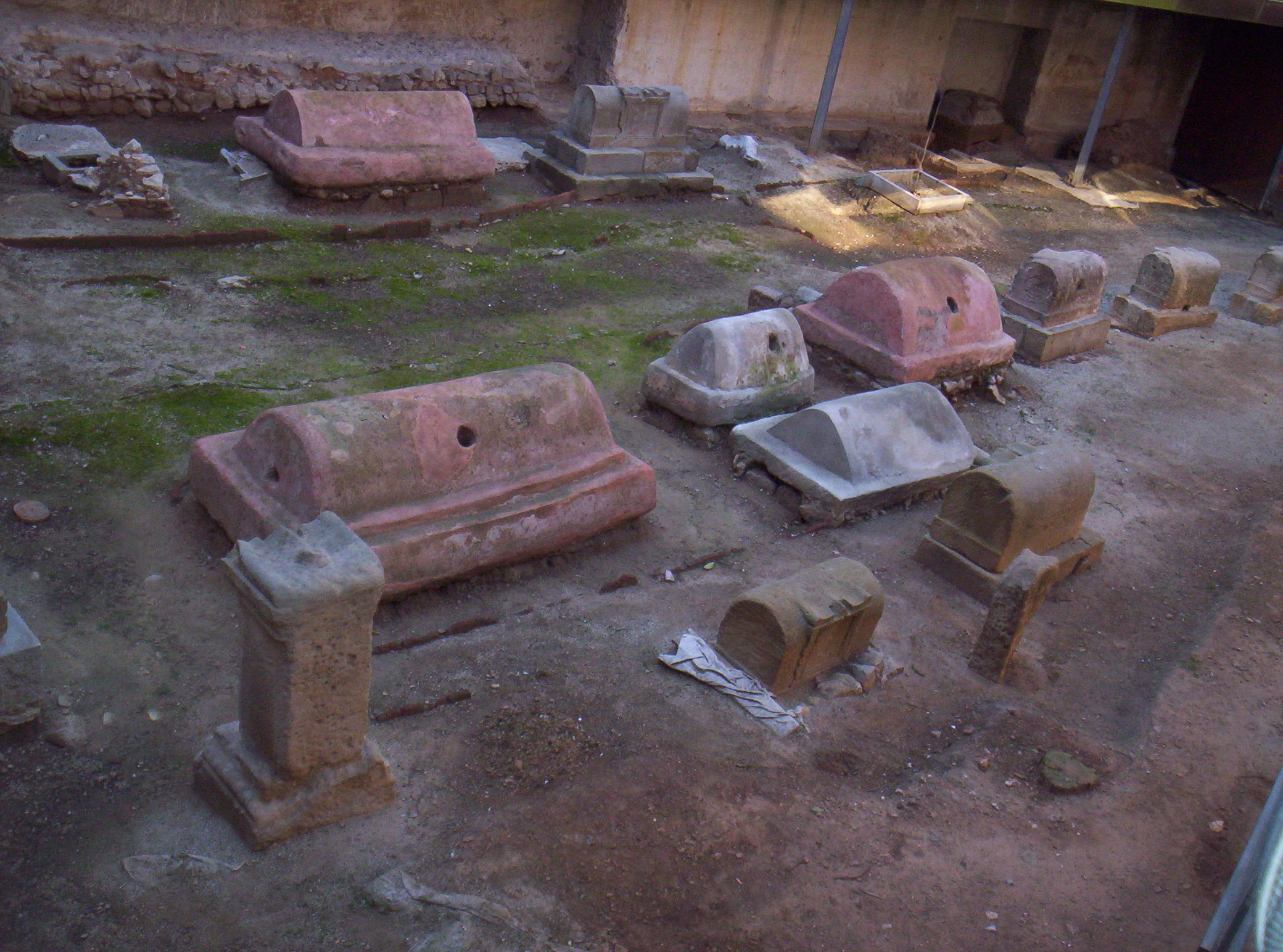
Necrópolis romana, Praça Vila de Madrid (Barcelona).Museu de História de Barcelona

Dois aquedutos conduziam as águas para Barcino. Um deles trazia a água desde Collserola, a noroeste, e outro vinha da parte norte, trazendo água do rio Besòs. Os dois aquedutos uniam-se frente à porta decumana da cidade (orientada para noroeste, e hoje a "Plaza Nueva"). A água era utilizada tanto para usos domésticos como para banhos públicos, o que exigia grande quantidade deste recurso. Após ser usada, uma rede de canalizações e esgotos expulsava-a para o mar.
Necrópole
Encontraram-se diversos conjuntos tumulares na necrópoles no exterior da área amuralhada, tal como era costume na época. A necrópole mais importante de que se tem conhecimento conta com mais de 70 túmulos dos séculos II e século III, na via que se dirigia para Vallés. Na Praça da Vila de Madrid estão expostos os restos de aras e estelas dispostas de ambos os lados de uma via sepulcral romana, descobertas acidentalmente em 1954.
Termas
As termas foram edificadas por Lúcio Minício Natal e seu pai, que as pagaram com o seu próprio capital no século II. Lúcio é uma personagem hoje pouco conhecida, apesar de ser o único barcelonense conhecido que participou e venceu nos antigos Jogos Olímpicos.

## Barcelona paleocristã

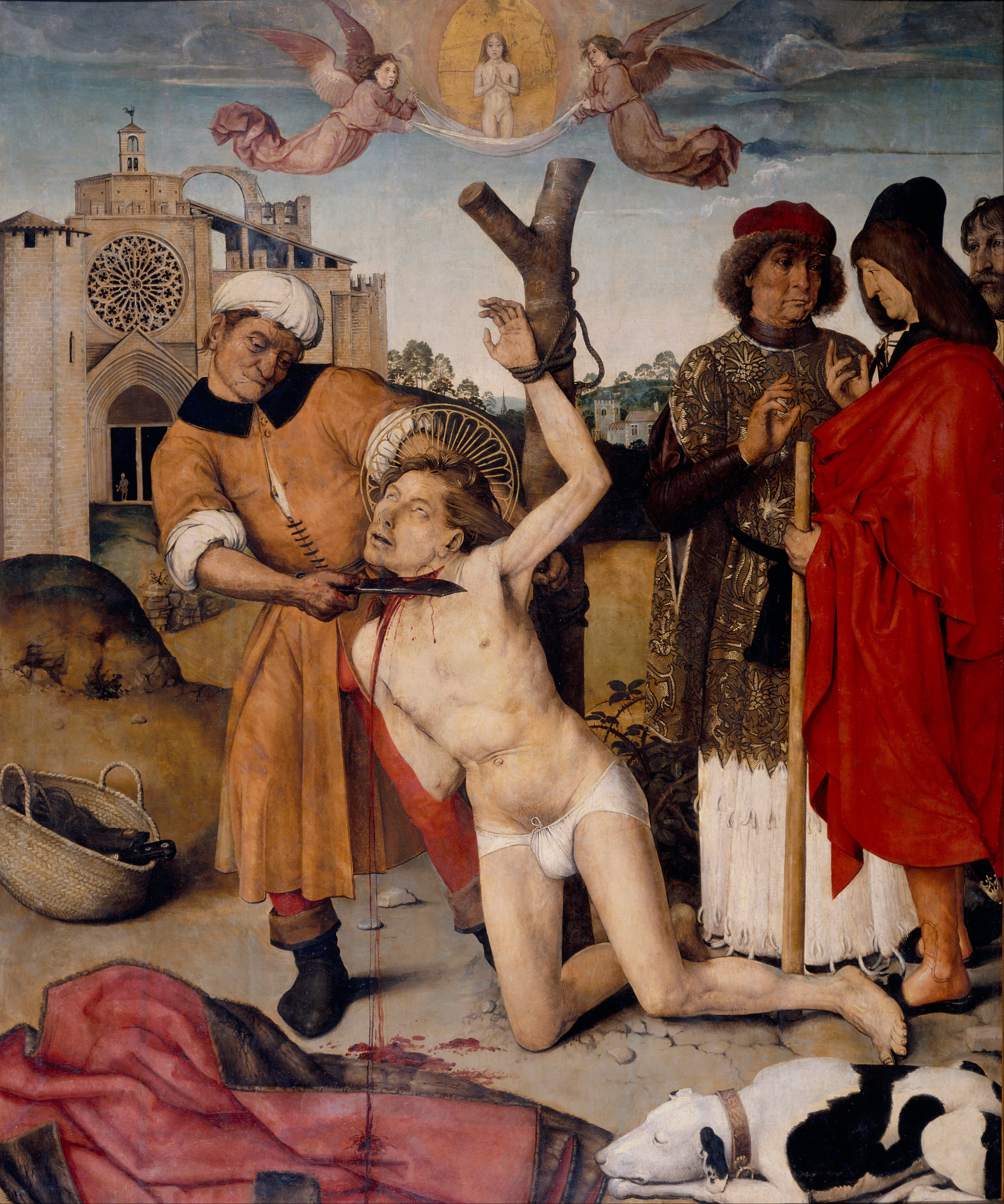
Martírio de São Cucufate, de Aine Bru.

As primeiras comunidades cristãs começaram a estabelecer-se cedo na região: em 259 foi criada a diocese de Tarraco. Em Barcino, há notícia de uma primitiva comunidade e de um bispo próprio entre 260 (primeiras incursões franco-alamanas cerca de 270) e princípios do século IV.
Em inícios do século IV surgiram as venerações a cristãos martirizados durante a perseguição de Diocleciano. É o caso de São Cucufate (Sant Cugat em catalão), personagem de origem africana que tinha estado a ensinar o Evangelho em várias áreas da actual Catalunha (Barcino, Egara, Iluro, Ampúrias), e que foi assassinado perto de Castro Octávio (em latim: Castrum Octavium; hoje Sant Cugat del Vallès). Outras venerações, como as de Santa Múnia, Santa Eulália ou São Severo, são de referências mais confusas; Santa Eulália de Barcino parece ser um desdobramento de Santa Eulália de Emerita Augusta. Não é senão com o Édito de Milão, em 313, que se deixa de perseguir e sancionar crenças alheias ao Império, especialmente o cristianismo.
Crê-se que alguma comunidade judaica estivesse estabelecida na cidade durante o século IV. Caracala permitiu a partir de 212 a liberdade para construir edifícios de culto de judeus no Império ao considerá-los cidadãos. Alguns achados na Sinagoga Maior de Barcelona fazem crer na existência de um templo primitivo judaico no mesmo local, e possivelmente afirmar que se trataria da primeira sinagoga da Península Ibérica.
O primeiro bispo conhecido de Barcino foi Pretextato, que no ano 347 assistiu ao Sínodo de Sárdica (ou Sérdica, hoje Sófia, na Bulgária), antiariano, com Ósio de Córdoba. Seguiu-se-lhe o bispo Lampi (393–400). Nesta época iniciou-se a construção de um templo paleocristão, a basílica da Santa Cruz, origem da actual catedral.
É provável que o século IV tenhas sido uma época tranquila e pacífica. Pelas necrópoles estabeleceu-se que a cidade amuralhada era bastante povoada. Deduz-se um bom nível económico pelos escritos do bispo Paciano. Posteriormente conhecido como São Paciano, dirigiu a diocese entre 360 e 390, e é conhecido pelos seus escritos contra os erros dos noviciados e sobre o baptismo e penitência. O bispo também advertiu sobre os perigos morais de uma vida demasiado luxuosa e cómoda, e da prática de ritos pagãos no fim de ano. Em finais do século, os municípios sob o poder de Roma começaram a perder poder, já que o Império exigia mais recursos económicos, o que finalmente propiciou a ruralização de parte da população e um moderado autogoverno da cidade.
Finalmente, com a morte de Teodósio (r. 378–395), produz-se a separação definitiva do Império Romano em dois, o Império Bizantino e o Império Romano do Ocidente.

## Barcelona visigoda

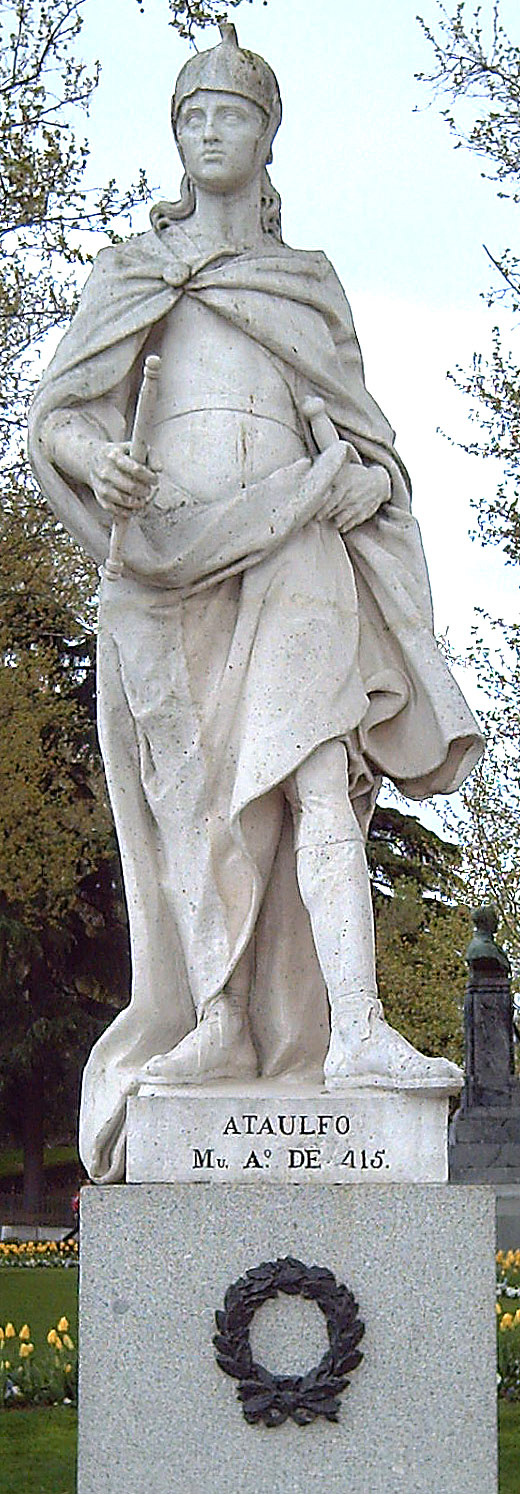
Ataulfo, rei visigodo que fez de Barcelona a capital do seu reino

No início do século V deu-se o princípio da já difícil existência do Império do Ocidente. Os visigodos, um ramo dos povos godos, irromperam no Império pelos Balcãs e dirigiram-se para oeste. Outros povos bárbaros, como os vândalos, os suevos e os alanos, entraram na Península Ibérica pelo Pirenéus Orientais em 409, tomando várias províncias do oeste e sul da Hispânia. Posteriormente, sob comando de Alarico, os visigodos saquearam Roma em agosto de 410.